# Drniške crkve
Drniške crkve u gradu Drnišu u Hrvatskoj, u Šibensko-kninskoj županiji, koji je prema rezultatima popisa iz 2011. imao 7.498 stanovnika (u samom naselju je živelo 3.144 stanovnika), čine dve hrišćanske konfesije katoločka i pravoslavna — sa četiri katoličke (Sveti Ante, Sveti Roko, Gospa od Ružarija i Sveti Ivan Krstitelj) i dve pravoslavne crkve (Uspenija Bogorodice i Aranđel Mihailo).

## Istorija
Postojanje i razvoj Hrvatske započeo je u srednjem veku već sredinom 9. veka. U tom razdoblju zaživeo je, oblikovao se i nastavio da se razvija prvi hrvatski kulturni pejzaž sačinjen od nasleđa antičke civilizacije, tradicija autohtonog romanskog stanovništva i kulturoloških elemenata i društvenih sadržaja koje su novopridošli Sloveni doneli iz prapostojbine na Balkansko poluostrvo. To je razdoblje ujedinjenja plemena i rodova u jedan entitet, što je rezultovalo stvaranjem društvenih elita i osnivanjem jake državne organizacije koja je sa vremenom izrastala u hijerarhiju na čelu sa knezom.
Osnova Hrvatske u 9. veku bila je u neposrednom zaleđu jadranske obale, između porečja Cetine, Krke i Zrmanje, odnosno područja koje je obuhvatalo prostor omeđen istočnom obalom Jadrana s jedne strane i Panonskom nizijom sa druge strane: prostor zapadne Hercegovine, zapadne i središnje Bosne, preko Like, Gacke i Krbave, do primorskih krajeva – Vinodola i Labina. Tek na izmaku ranog srednjeg veka (kraj 11. i početak 12. veka) pod vlast hrvatskog vladara dolaze i gradovi vizantijske Dalmacije, za razliku od kontinentalnog dela današnje Hrvatske (Slavonija) koji je hrvatskim imenom obuhvaćen tek u razvijenom srednjem veku.
U 9. veku na opisanom ranosrednjevekovnom prostoru Hrvatske stvaraju se urbane jezgre kao središta trgovine i crkvene ili državne vlasti. Nin, Biograd, Skradin, Karin, Knin, Livno i Šibenik neki su od gradova hrvatskog političkog prostora postaju ključne tačke pomorskih i kopnenih komunikacija, ali i širenja hrišćanstva, među do tada paganskim slovenskim plemenima.
Predromanika, stilski period koji je označio 9. i 10. vek, ostavila je mnoštvo spomenika, koji uključuju sakralne građevine i skulpturu, odnosno crkveni nameštaj i dekorativne arhitektonske elemente koji su krasili njihovu unutrašnjost. Kao posledice, ne samo pokrštavanja i jakog franačkog uticja, nego i političko-privrednu stabilnosti kako u samoj Kneževini Hrvatskoj tako i u njeom odnosu s vizantskim gradovima, u predromanijskom periodu postavljeni su temelji hrvatske kulture i umetnosti, uključujući i brojne crkvene i druge građevine.
Nekoliko vekova kasnije na području Dalmacije, počeli su da niču i najstariji hramovi Srpske pravoslavne crkve. Po raznim izvorima hramovi Srpske pravoslavne crkve u Dalmaciji datiraju, po jednima: iz vremena prvih seoba Srba i drugih naroda u te krajeve, dok po drugima, odnosno tvrđenju episkopa Milaša u Splitu je od ranije, sve do 1185. godine postojala pravoslavna crkva Uspenija Bogomatere.
Kroz čitav petnaesti vek, pračen migracijama stanovnika, niče prvi talas hramova Srpske pravoslavne crkve u Dalciji, našta upućuju i prve veće naseobine srpskog naroda u ovom delu Balkanskog poluostrva.
Početkom sedamnaestog veka osvećene su mnoge pravoslavne crkve u okolini Knina i Drniša, među kojime je bila i crkva Uspenija Bogorodice u Drnišu, osvećena 1618. godine.
U devetnaestom veku, osvećena su brojne pravoslevne crkve, među kojima je 1852. godine osvećana, u Drnišu na pravoslavnom groblju, crkva Sv. Arhangela Mihaila.
U vreme Drugog svetskog rata i rata na prostoru bivše Jugoslavije vođenog 90-tih godina 20 veka, drniške crkve su, netoliko zbog ratnih dejstava, već zbog međunacionalnih sukoba pretpele brojna oštećenja sve do potunog rušenja.

## Spisak drniških crkava
| Naziv crkve                 | Konfesija   | Godina izgradnje | Slika | Opis |
| --------------------------- | ----------- | ---------------- | ----- | --- |
| Uspenja Presvete Bogorodice | pravoslavna | 1618.            |       | Ova srpska pravoslavna crkva, kao stara, manja crkva, postojala je sa sigurnošću od 1618. godine, a možda i ranije. Na njenom temelju je 1905. godine podignuta današnja velika crkva. Nalazi se u samom centru grada Drniša. Juna 1941. godine je demolirana i zapaljena od strane ustaša, ali su Italijani na vreme ugasili požar i spasli je od veće devastacije. |
| Arhanđela Mihajla           | pravoslavna | 1852.            |       | Ova srpska pravoslavna grobljanska crkva nalazi se na izlazu iz Drniša prema Splitu. |
| Svetog Ante Padovanskog     | katolička   | 1693.            |       | Ova crkvena građevina sagrađena sredinom 16. veka kao džamija Halil hodže. Visovački franjevci su je pretvorili u crkvu krajem 17. veka, zadržavši njen izvorni oblik. Od godine 1693. godine u njoj su se počeli održavati župni obredi. Jugozapadno od crkve sagrađen je zvonik (1790 – 1792). Prvotno je bila posvećena Gospi od Rožarija, a nešto kasnije Svetom Anti. Crkva ima kupolu na trompama, dok je središnji prostor džamije produžen prema istoku i zapadu. Zadnja građevinska intervencija na crkvenom brodu ovbavljena je 1857. godine. U vreme Prvog svetskog rata sa krova kupole crkve uklonjene su bakrene pokrovne ploče za vojne potrebe, pa je od tada crkva ostala prekrivena samo kamenim pločama. Godine 1951. kupola crlve se potpuno urušila, a zbog nedostatka novca tada nije obnovljena. Taj je prostor koji privremeno prekriven dvostrešnim krovom. Da bi 1988. godine na crkvi bilas izvršena rekonstrukcija džamijske kupole u izvornom obliku Tokom ratnih djejstava 90-tih godina 20. veka crkva je pretrpela određena oštećenja, pa je po okončanju rata u celosti konzervirana i obnovljena. |
| Sveti Roko                  | katolička   | 1731.            |       | Ova crkva je druga područna crkva u Drnišu. Sagrađena je 1731. godine u godini velike epidemije kuge, kao jednostavna centralnobrodna građevina sa prostranom kvadratičnom apsidom i bočnim polulučnim prozorima i kamenom preslicom nad glavnim ulazom. Iako je crkva građena u vreme baroka, na njoj nalazimo, samo po neki sitniji detalj. Crkva je naknadno produžena, i u njoj su podignuta tri oltara. Prvi se put pominje u kanonskim pohodima šibenskih biskupa 1734. godine samo tri godine nakon njene gradnje. Tokom rata na prostoru bivše Jugoslavije, vođenog 90-tih godina 20. veka crkva je opljačkana i devastirana, a sa preslice su joj ukradena zvona. Obnovljena je samo manjim delom, kako bi se mogla koristiti za bogoslužje. |
| Gospa od Ružarija           | katolička   | 1886.            |       | Ova Župna crkva koja se nalazi u samom centru Drniša, građena je od 1871 – 1886. godine. Nacrtom je bilo predviđeno da se ispred crkve podigne zvonik u obliku tornja, ali to, nikada nije izvršeno. Kamena temeljac koji je postavljen je 21. maj 1871. godine, osveštao je tadašnji šibenski biskup i drniški župnik fra Stjepan Zlatović. Crkva je izgrađena u neoromaničkom stilu, koji je u to vreme bio veoma zastupljen u Hrvatskoj, kao centralna trobrodna građevina, jednostavnih arhitektonskih dekoracija. Nakon što je crkva 1892. godine dobila i pevački hor u njoj su bile postavljene orgulje nabavljene 1897. godine. |
| Sveti Ivan Krstitelj        | katolička   | 1869.            |       | Crkva Sv. Ivana Krstitelja sa gradskim grobljem u Badnju navodno je postojala još u srednjem veku, a prema nekim podacima iz 1681. papa Inocent XI. podelio je vernicima na blagdan Sv. Ivana Glavosjeka, oproste uz obične uslove. Godine 1715. Turci su nakon upada u Petrovo polje opustošili crkvu. Crkva, koja je imala tri oltara dva puta je onbovljena u 18. veku ( 1730 i 1780). Crkva je imala tri oltara. Od stare crkve neki su fragmenti uzidani u zid nove crkve. U 19.veku (1868 – 1869) sagrađena je nova crkva po nacrtu inžinjera Teste. Podignuta je na temeljim starije crkve, iz antičkog, kasnoantičkoga i srednjovjekovnog i gotičkog razdoblja, ostavštinom Pavla Plenkovića, bogatog drniškog velikoposednika. Nakon izgradnje crkva je svečano osvećena 1871. godine. |

## Crkve u administrativnim granicama Grada Drniša
U administrativnim granicama Grada Drniša nalaze se i sledeće crkve: 
Pravoslavne
- Sv. Petar u Biočiću,
- Sv. Petka u Kanjanima
- Sv. Đurađ u Kričkama
- Sv. Đurađ u Velušiću
- Sv. Jovan u Žitniću
- Sv. Jovan u Miočiću
- Sv. Luka u Štikovu

Rimokatoličke
- Sv. Petar u Siveriću
- Sv. Jure u Žitniću
- Sv. Josip Radnik u Kadinoj Glavici
- Sv. Luka u Štikovu
- Kraljica Mira Kričkama
- Ime Isusovo u Drinovcima,
- Sv. Petra i Pavla u Širitovcima
- Sv. Franjo Asiški u Pakovu Selu
- Sv. Mihovil u Pokrovniku
- Sv. Trojstvo u Sedramiću
- Sv. Frane u Trbounju
- Sv. Ilija u Lišnjaku

Grkokatoličke (unijatske)
- Pokrov Presvete Bogorodice u Kričkama

## Spoljašnje veze
- „Drniške crkve”. Архивирано из оригинала 31. 03. 2019. г. - Grad Drniš